# 句望
句望（？—？），中国上古人物。根据《史记·五帝本纪》记载，句望是颛顼高阳氏的曾孙，穷蝉的孙子，敬康的儿子。句望是舜的曾祖父：句望生橋牛、桥牛生瞽叟、瞽叟生重华。重华就是舜。